# Fabrice Rouleau
Fabrice Rouleau, né Fabrice Claude Jacques Rouleau le 3 avril 1947 à Boulogne-Billancourt (Hauts-de-Seine) et mort le 15 juin 2001 dans le 18e arrondissement de Paris, est un acteur, cinéaste et journaliste français.

## Biographie
Il est le fils de l'acteur-metteur en scène Raymond Rouleau (1904-1981) et de l'actrice Françoise Lugagne (1914-1991), et frère de l'acteur Philippe Rouleau (1940-2009). Marié le 31 mars 1984 à Coralie Babeanu, née en 1962, il a eu deux enfants, Pierre, en 1990, et Anna, en 1995.
Après avoir tenu quelques rôles au cinéma et à la télévision, il se partage entre ses activités de cinéaste et de journaliste. Il a notamment collaboré à différentes émissions scientifiques audiovisuelles de France Télévisions (France Culture, France 2, France 3) et a publié plusieurs articles dans Le Magazine littéraire et Le Monde-Dimanche.

## Filmographie
- 1963 : Premier Amour, téléfilm de Jean Prat : acteur (Vladimir)
- 1965 : Thomas l'imposteur de Georges Franju : acteur (Thomas)
- 1971 : Les Stances à Sophie de Moshé Mizrahi : photographe de plateau
- 1972 : Les Gens de Mogador, feuilleton télévisé de Robert Mazoyer : acteur (Henri)
- 1973 : Les Enquêtes du commissaire Maigret de François Villiers, épisode : Mon ami Maigret : acteur (Philippe)
- 1977 : Blue Jeans (Du beurre aux Allemands) d'Hugues Burin des Roziers : acteur + assistant-réalisation
- 1987 : Vivre avec le sida, moyen métrage documentaire : réalisation
- 1993 : Bouche et Sida, documentaire : réalisation

## Publications

### Discographie littéraire
- 1965 : Pages choisies des œuvres d'Albert Camus, lues par Michel Bouquet, Jacques Dacqmine, Jean Négroni et Fabrice Rouleau, « Collection Phares », Encyclopédie sonore Hachette, disque 33 tours, réédition en 1970.

### Ouvrages
- Fabrice Rouleau, De Jenny à La Marie du port, entretien avec Marcel Carné, Le Magazine littéraire no 155, 74 pages, décembre 1979
- Henri Laborit et Fabrice Rouleau, L'Alchimie de la découverte, Paris, Grasset, 20 novembre 1982, 284 p. (ISBN 2-246-24861-2)
- Georges Le Breton et Fabrice Rouleau (préf. Bernard Debré), Entretiens avec un ami disparu (+ Réflexions et Bavardages), Paris, Éditions L'Harmattan, 14 octobre 2008, 334 p. (ISBN 978-2-296-06553-6, présentation en ligne)Georges Le Breton est docteur en chirurgie dentaire, lauréat de l’Académie nationale de médecine